# Schlosspark Gotha

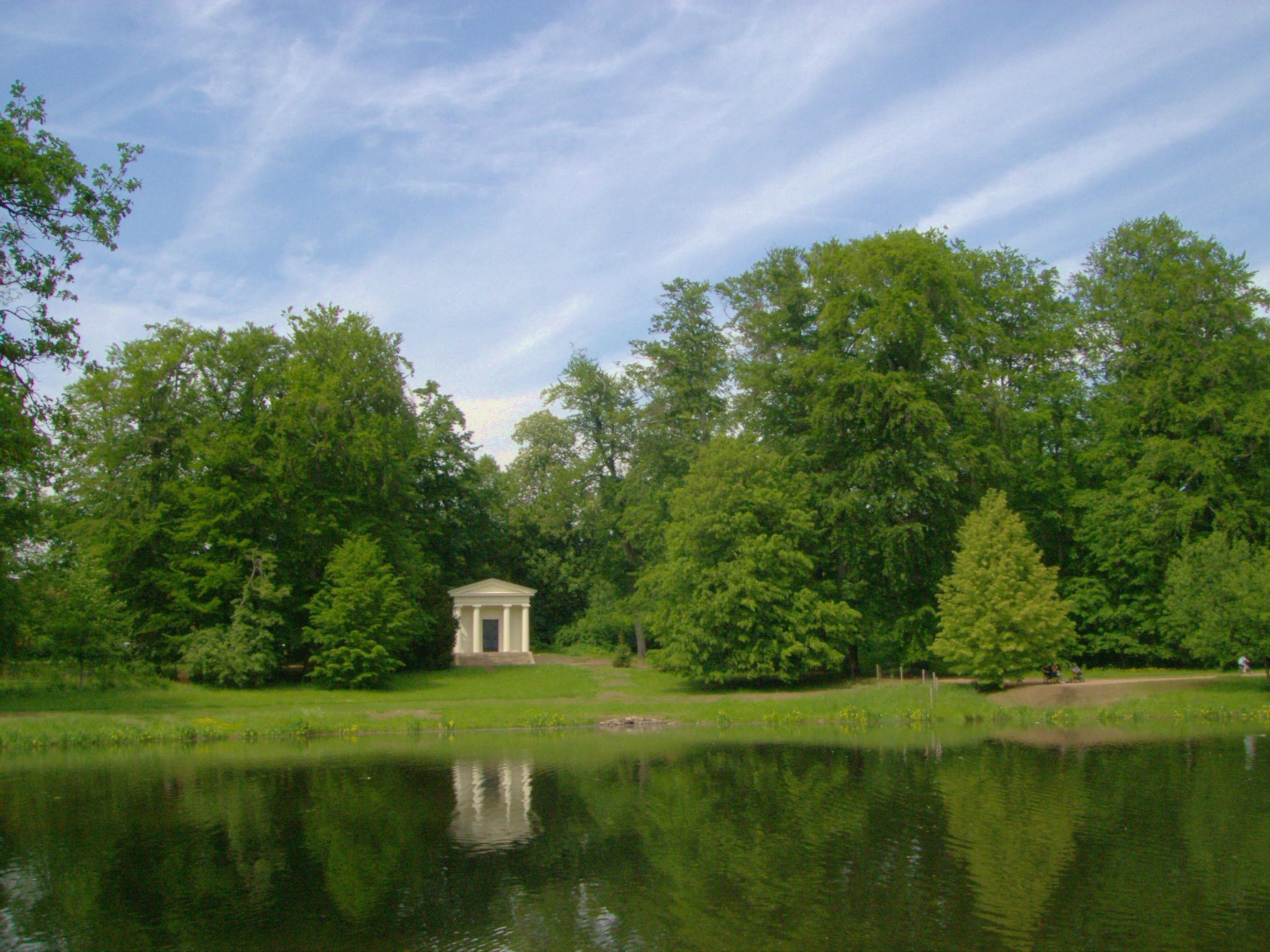
Merkurtempel und Großer Parkteich im Gothaer Schlosspark

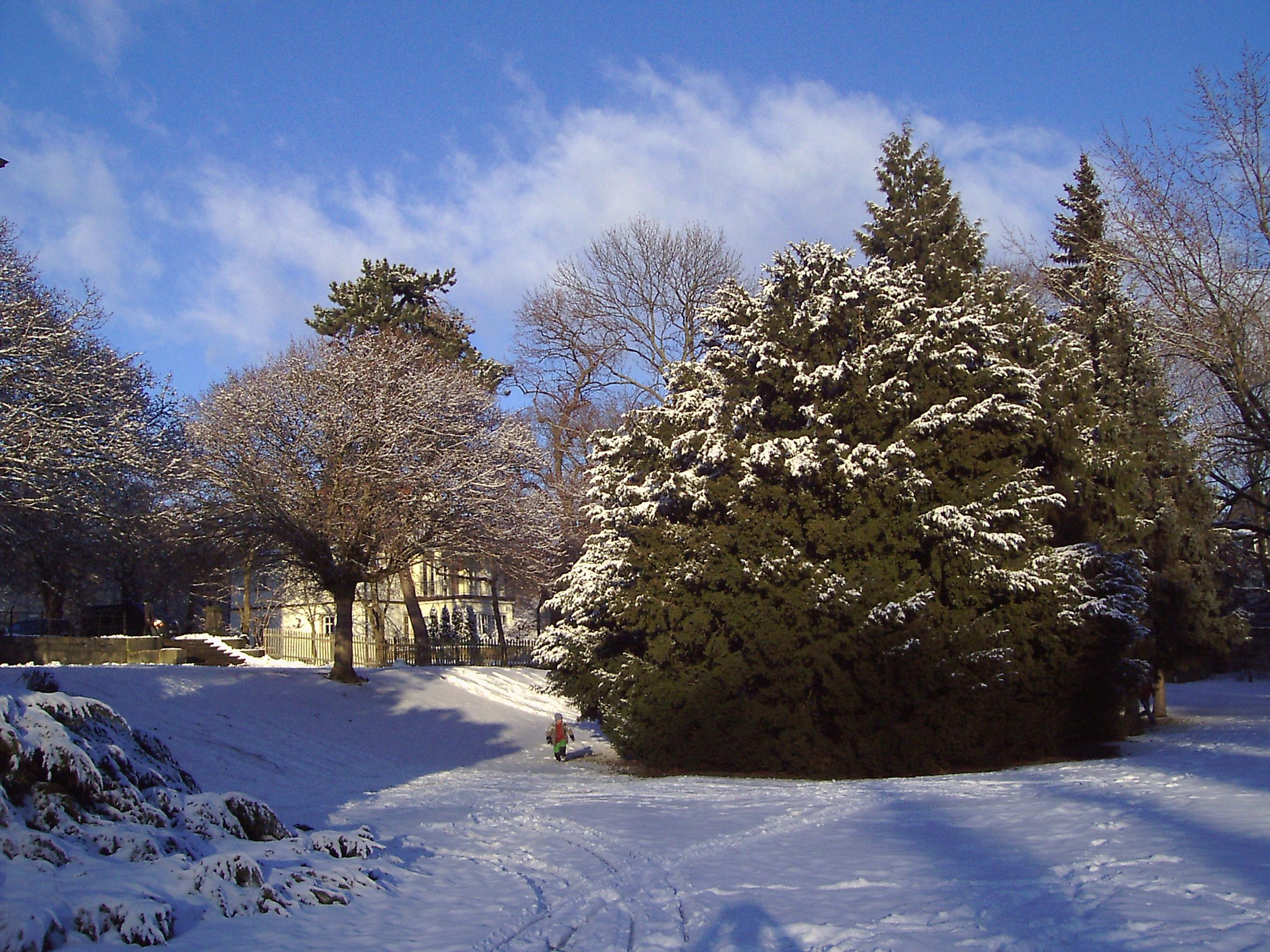
Tannengarten im Winter

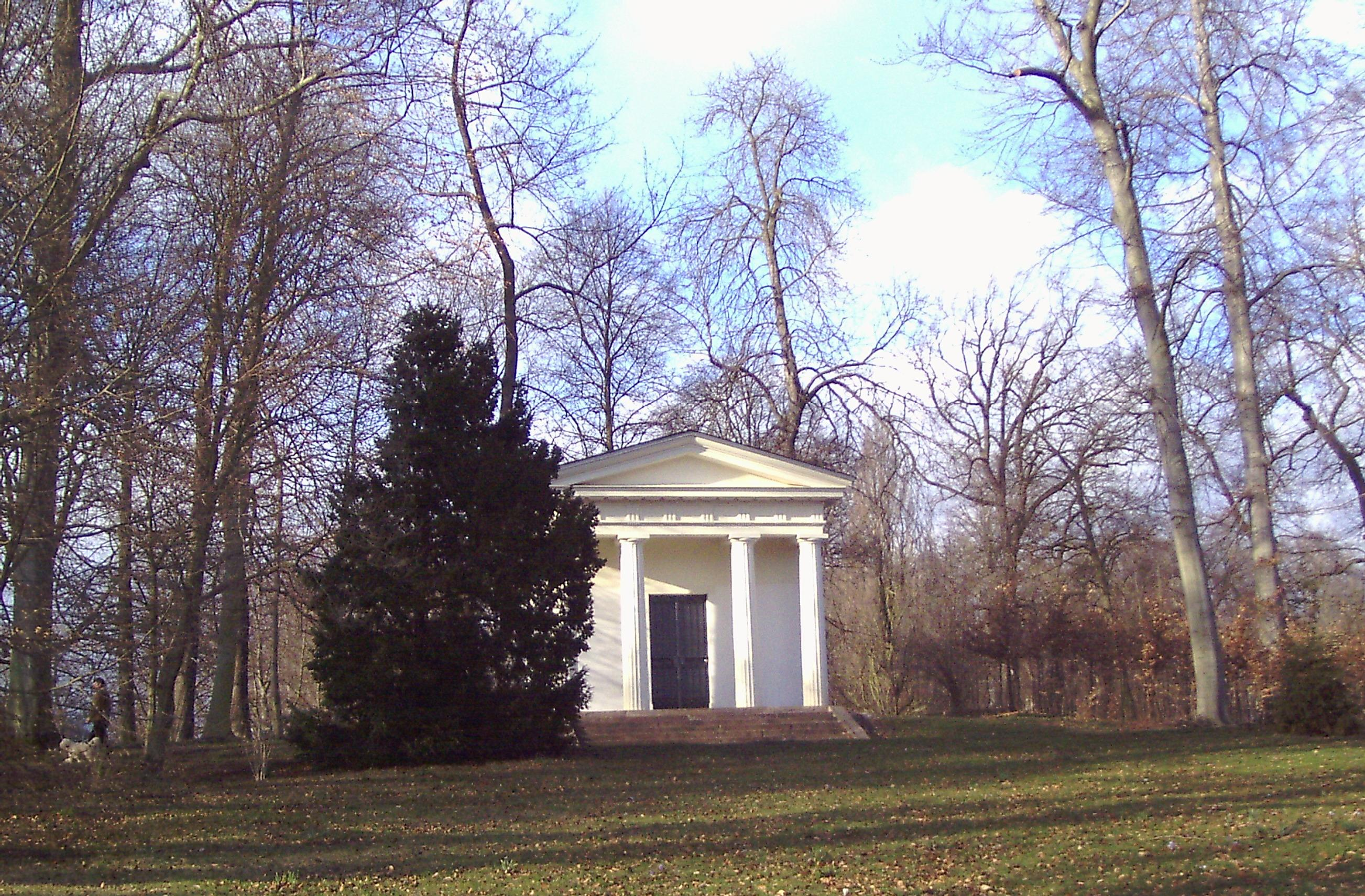
Dorischer Tempel (Merkurtempel) am Großen Parkteich

Der Schlosspark gehört mit 37 ha Größe zu den größten Parkanlagen in Deutschland. Er ist eine der wichtigsten Sehenswürdigkeiten der Stadt Gotha. Im Süden der Anlage befindet sich einer der ältesten Landschaftsgärten außerhalb Englands. Er geht auf Planungen von 1765 zurück. Der Gothaer Schlosspark wurde 2007 von den Zuschauern des Mitteldeutschen Rundfunks zum viertschönsten Park Mitteldeutschlands gewählt. Insbesondere der Englische Garten zeichnet sich durch seinen alten Baumbestand aus, darunter über 500 Jahre alte Stieleichen.

## Geschichte

### Schlosswallgarten
Seinen Anfang nimmt der Gothaer Schlosspark mit dem Bau von Schloss Friedenstein durch Herzog Ernst I. (der Fromme) von Sachsen-Gotha-Altenburg in den Jahren 1643 bis 1648. Der damals angelegte sogenannte Schlosswallgarten diente der Versorgung der herzoglichen Küche und der Erholung der herzoglichen Familie. Er war rechteckig angelegt und gab im Norden zahlreichen Kübelpflanzen Platz. Im Süden waren Kräuterbeete angelegt, die durch Hecken aus Johannisbeere, Rosen und Stachelbeeren voneinander getrennt waren. Die Blumenbeete enthielten Lilien, Narzissen, Hyazinthen, Krokusse, Schwertlilien, Hemerocallis und Tulpen und dienten als Statussymbol für den Herzog. Der Schlosswallgarten hatte bis etwa 1772 Bestand und wurde mit der Entfestigung der Stadt Gotha umgewandelt.

### Großer Küchengarten
Auch die Neuanlage des Großen Küchengartens entstand noch unter Herzog Ernst I. von Sachsen-Gotha-Altenburg im Bereich zwischen der heutigen Park-Allee und dem Leinakanal, der im 14. Jahrhundert zwischen Schönau und Gotha gebaut wurde, um der wasserarmen Stadt Wasser aus dem Thüringer Wald zuzuführen. Im Großen Küchengarten wurden in Kübeln Zitrusgewächse gezogen. Im Süden befand sich mit dem Pomeranzenhaus auch das Wohnhaus des Gärtners. Der Große Küchengarten existierte bis 1864. Auf einem Teil seiner Fläche entstand bis 1879 das Herzogliche Museum im Neorenaissance-Stil, der Rest wurde für die Anlage des sogenannten Tannengartens genutzt.

### Barockgarten
Der Barockgarten wurde 1708 bis 1711 mit dem Bau des Schlosses Friedrichsthal unter Herzog Friedrich II. im Osten außerhalb der damaligen Wallanlagen angelegt. Er bestand aus dekorativen Beeten, formgeschnittenen Baumquartieren und geschnittenen grünen Gehölzwänden. Die Hauptachse wurde in West-Ost-Richtung angelegt und endete im sogenannten Ehrenhof. Im Zentrum stand ein großer Springbrunnen. Die Parkumrandung bestand aus mehrreihigen Baumalleen. Der Barockgarten wurde ab dem letzten Jahrzehnt des 19. Jahrhunderts mit Regierungsgebäuden bebaut (Herzogliches Amts- und Landgericht 1894–1896, Herzogliches Rentamt 1906–1908).

### Orangerie

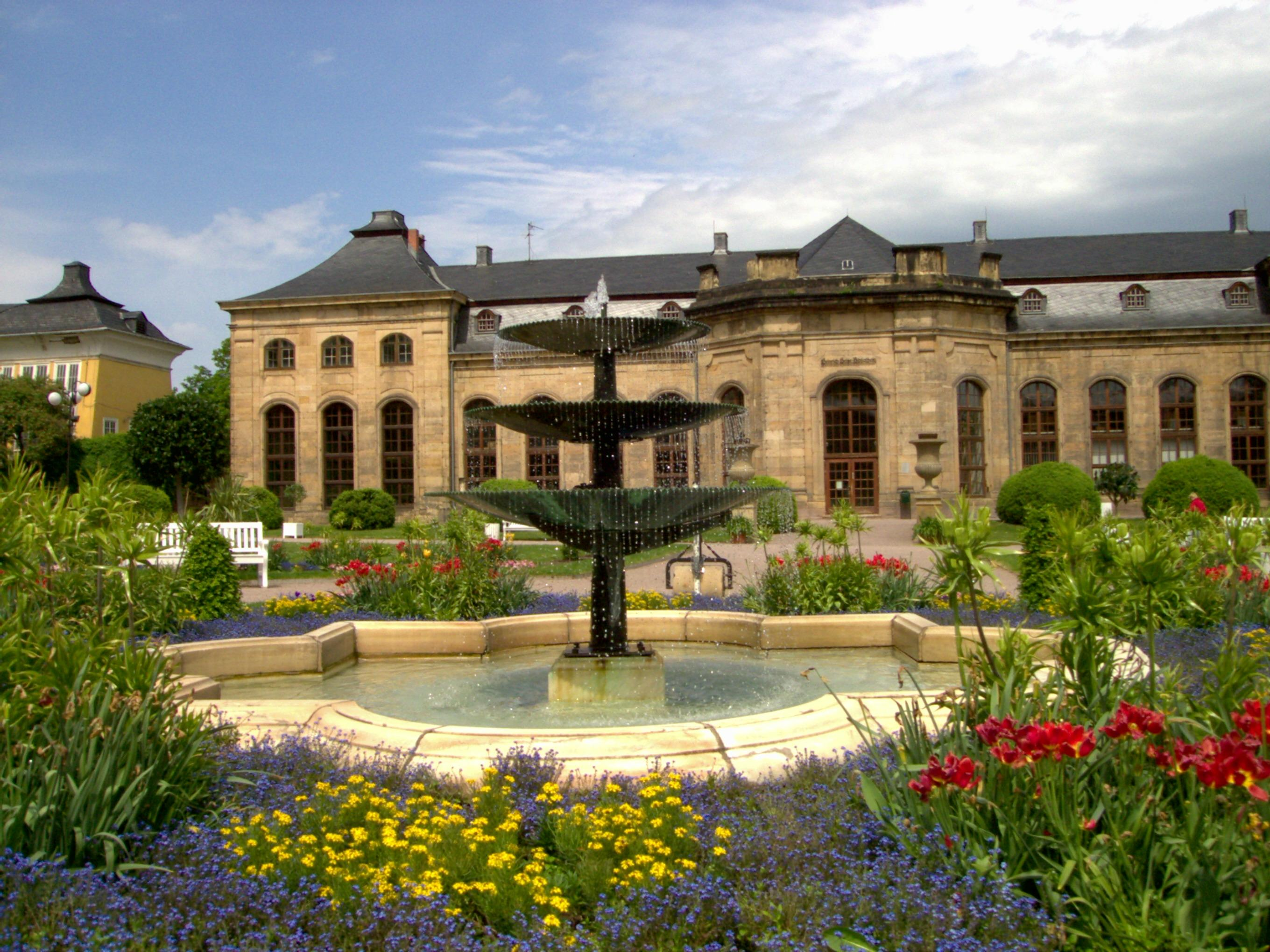
Blick auf das Orangenhaus genannte nördliche Kalthaus der Orangerie

Ab 1708 ließ Herzog Friedrich II. östlich unterhalb der Festungsanlagen des Schlosses Friedenstein den terrassierten Ordonnanzgarten u. a. mit einem Treibhaus für die herzogliche Sammlung von Orangeriepflanzen anlegen. Seinen Namen erhielt er von dem 1708 an der Ostseite des Gartens errichteten Ordonnanzhaus, das die herzogliche Leibwache zu Pferde beherbergte. Im Auftrag Herzog Friedrichs III. und dessen Gemahlin Luise Dorothée wurde der Ordonnanzgarten durch Johann Erhard Straßburger zu einer umfangreicheren Orangerie mit Fontäne und kleinem Lusthaus ausgebaut.
1747 erhielt der weimarische Landesoberbaudirektor Gottfried Heinrich Krohne den Auftrag für die Umgestaltung des Gartens zu einem „Orangengarten“ nach französischem Vorbild. Der Garten wurde durch Zukauf von Grundstücken erweitert, die alten Bauten abgebrochen und ein neues Gebäudeensemble mit zwei Kalt- und zwei Treibhäusern errichtet. Die Architektur des fortan offiziell Orangerie genannten Gartens wurde dabei auf das gegenüberliegende Schloss Friedrichsthal ausgerichtet. Die letzten Bauarbeiten an den Gebäuden konnten erst 1767 durch Krohnes Nachfolger Johann David Weidner abgeschlossen werden, die Gartenarbeiten selbst wurden sogar erst 1774 beendet.
Obwohl aufgrund der langen Bauzeit und des veränderten Gartengeschmacks die ursprünglich geplante barocke Gestaltung des Gartenparterres nicht mehr ausgeführt wurde, stand die Gothaer Orangerie aufgrund ihrer reizvollen Anlage und ihrer umfangreichen Sammlung exotischer Pflanzen bereits Ende des 18. Jahrhunderts im Ruf, eine der hervorragendsten ihrer Art in Deutschland zu sein. 1796 sollen fast 3000 Kübel mit Pomeranzen, Zitronen, Lorbeer, Feigen und Ananaspflanzen auf den Wegen und entlang der Rasenflächen Platz gefunden haben.
Noch vor dem Ersten Weltkrieg ging der einst umfangreiche Pflanzenbestand rapide zurück und wurde die Nutzung der Anlage als Orangerie aufgegeben. 1955 wurde das im Krieg schwer beschädigte südliche Treibhaus abgebrochen. Seit 2004 baut die Stiftung Thüringer Schlösser und Gärten einen neuen Bestand an Orangeriepflanzen auf, bemüht sich um die Sanierung der vorhandenen Gebäude und nutzt den Garten nach rund 90-jähriger Unterbrechung wieder als Orangerie.

### Englischer Garten/Herzoglicher Park

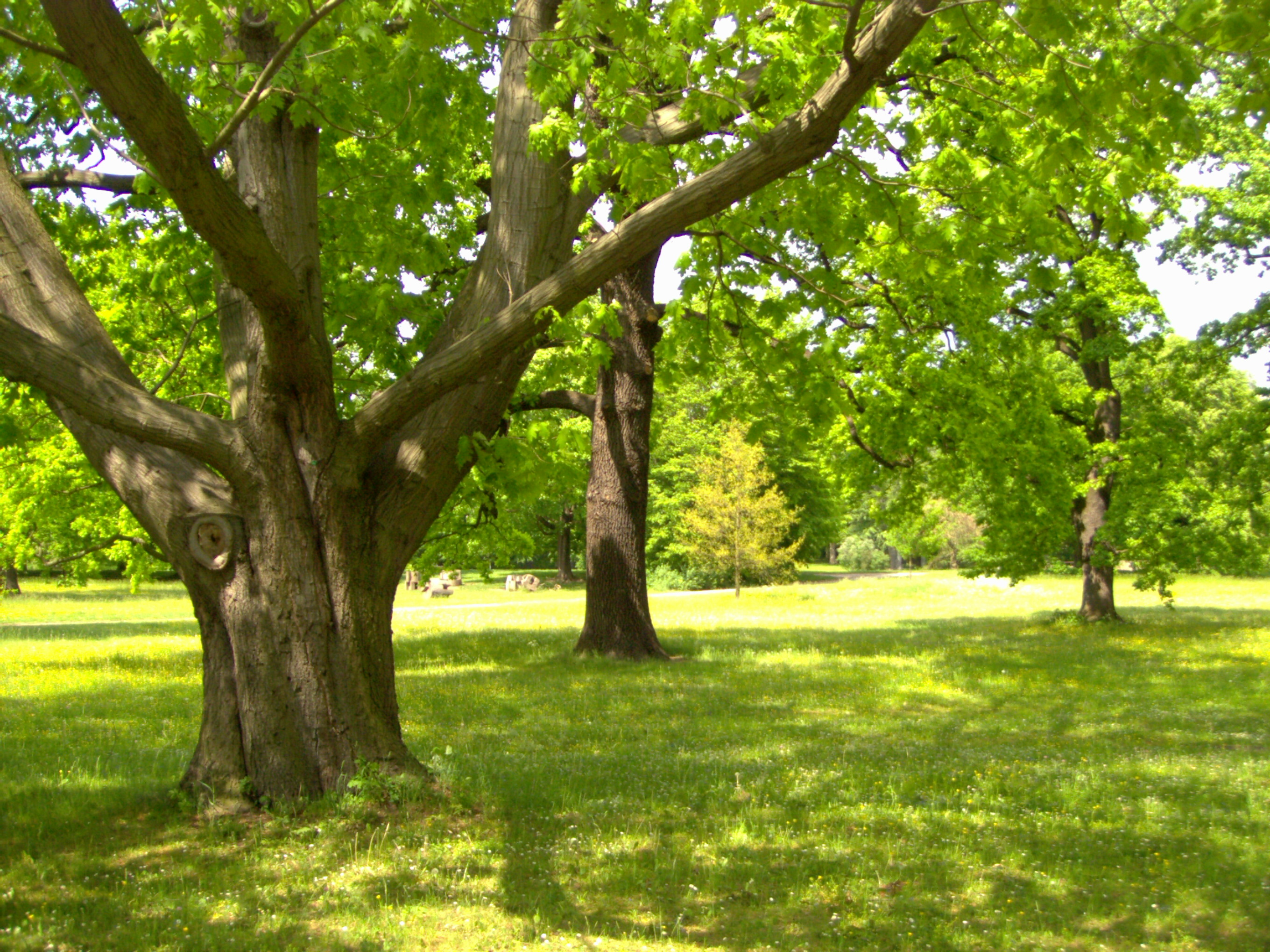
Alte Eichen im Englischen Garten

Er entstand ab 1765 südlich des Leinakanals auf Anregung und unter Herzog Ernst II. von Sachsen-Gotha-Altenburg und gehört mit Harbke und dem Wörlitzer Park zu den ältesten Landschaftsgartenanlagen auf dem Kontinent. Die Anlage wurde von den Gärtnern John Haverfield der Jüngere und Christian Heinrich Wehmeyer, dem damaligen Hofgärtner von Schloss Molsdorf durchgeführt. Er entstand um den im Süden angelegten großen Parkteich. An dessen Nordwestufer errichtete Carl Christoph Besser zwischen 1775 und 1777 nach antikem Vorbild einem dem Gott Merkur gewidmeten dorischen Tempel, der als erster griechisch-dorischer Tempel in Thüringen gilt. Im Ostteil des Englischen Gartens befinden sich zahlreiche nordamerikanische Gehölze, die aus dem botanischen Garten Kew stammen und dem Herzog von seiner Tante, Augusta, Princess of Wales, geschenkt worden waren. Zur Bepflanzung wurden aus umliegenden Wäldern mit Ochsengespannen alte Stieleichen antransportiert. Der Transport erfolgte unter Leitung des in den Diensten des Herzogs stehenden Oberst Johann Bartholomaeus Orphal. Die alten Bäume sind zum Teil bis heute erhalten geblieben. Die Erweiterung des Landschaftsgartens im Westen kam 1780 bis 1782 dazu. Der nach den Ideen des englischen Gartengestalters Lancelot Brown rund um den Großen Parkteich angelegte Belt Walk, der auch am Merkurtempel vorbeiführt, wurde 2009 in seinem ursprünglichen Verlauf wiederhergestellt. Im Gegensatz zu den meisten anderen englischen Landschaftsgärten, die in unmittelbarer Beziehung zur umgebenden Landschaft standen, war der Gothaer Park ursprünglich von einer Mauer eingefasst, die erst im 19. Jahrhundert beseitigt wurde. Nach dem Tod von Obergärtner Wehmeyer 1813 verkam der englische Garten zusehends.
1780/81 wurde im Ostteil des Englischen Gartens oberhalb der Orangerie von Carl Christoph Besser die heute Teeschlösschen genannte Kapelle im neogotischen Stil erbaut. Das in den Folgejahren mehrfach erweiterte Lustschlösschen, das auf dem Gelände des einstigen Gartens der Herzogin steht, diente u. a. den Herzoginnen Charlotte Amalie und Karoline Amalie als Sommeraufenthalt, später als anglikanische Kapelle und heute als Kindergarten.

#### Begräbnisinsel im Parkteich

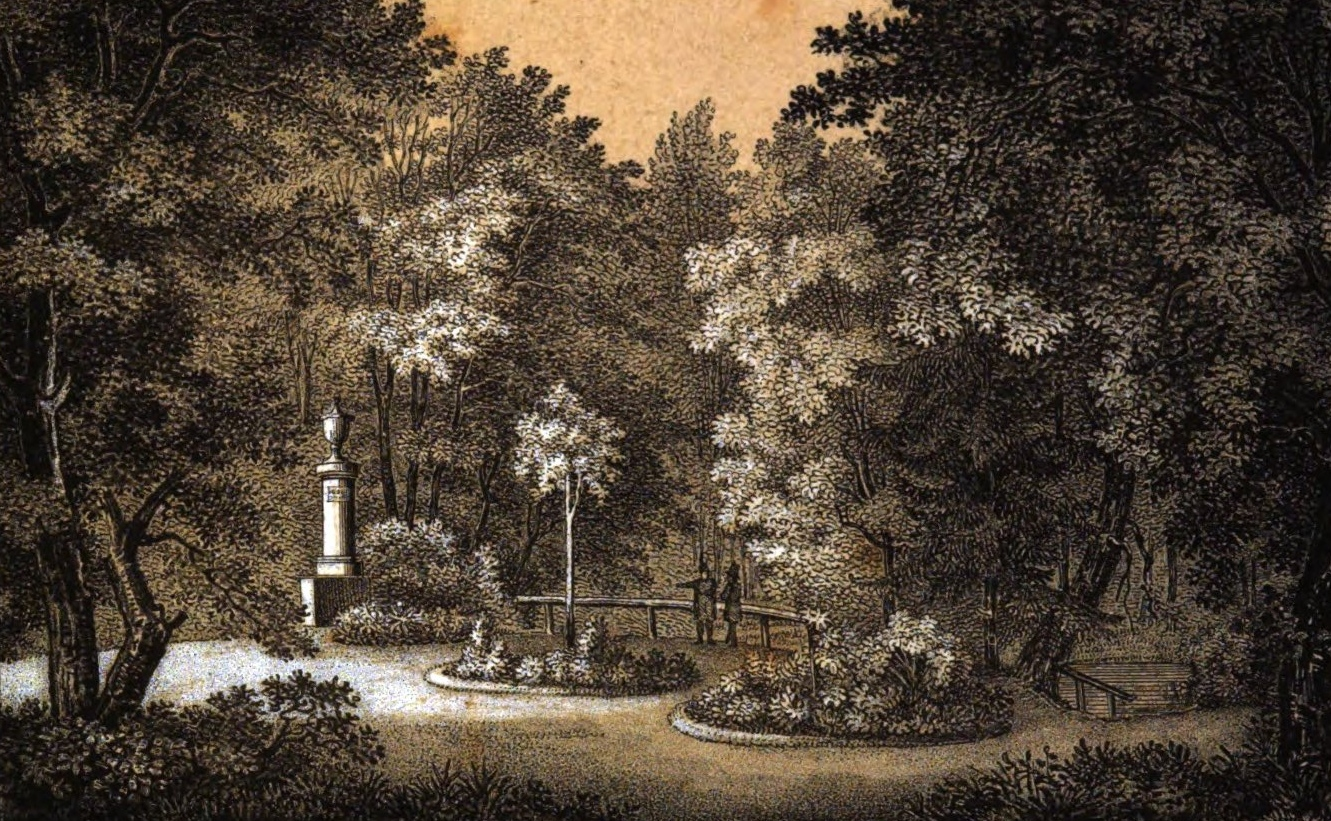
Begräbnisinsel mit sogenannter Prinzen-Säule und den Gräbern der herzoglichen Familie, 1840

Eine Besonderheit des Englischen Gartens ist die Begräbnisinsel im Großen Parkteich. Sie diente zwischen 1779 und 1848 der Bestattung von Mitgliedern des Hauses Sachsen-Gotha-Altenburg. Angelegt wurde sie nach dem ästhetischen Vorbild der Pappelinsel (Île des peupliers) im Schlosspark von Ermenonville, dem heutigen Parc Jean-Jacques-Rousseau. 1779 wurden hier die Prinzen Ludwig (gest. 1777) und Ernst (gest. 1779) in der vom Architekten Carl Christoph Besser neu errichteten unterirdischen Gruft bestattet. Herzog Ernst II. ließ darüber zwei Jahre später eine (heute nicht mehr erhaltene) „Granitsäule mit einer Urne von carrarischem Marmor und Sockel von Serpentino antico“ aufstellen, die der Bildhauer Friedrich Wilhelm Doell angefertigt hatte. Die Säule trug eine Metalltafel mit der Inschrift Qies Ernesti et Ludovici carissimorum E.D.S.G. et Charlottae filiorum MDCCLXXIX (Ruheort Ernsts und Ludwigs, der geliebten Söhne Ernsts, Herzog von Sachsen-Gotha, und Charlottes 1779). Die Insel wurde, zur Steigerung des melancholischen Charakters, mit Trauerweiden, Hängebirken, Tannen und Zypressen bepflanzt.
1804 ließ sich Ernst II. als Freimaurer neben der Gruft in blanker Erde und ohne Grabstein begraben. Sein Sohn und Nachfolger August (gest. 1822) wurde in einer eigens für ihn eingerichteten Gruft bestattet, in der 1848 mit seiner Gattin Karoline Amalie auch die letzte Herzogin des Hauses Sachsen-Gotha-Altenburg ihre letzte Ruhestätte fand. Ernsts II. jüngerer Sohn Friedrich IV. (gest. 1825), der unverheiratet gebliebene letzte Herzog des Hauses Sachsen-Gotha-Altenburg, wurde nach katholischem Ritus in der Gruft beigesetzt, in der bereits seine jung verstorbenen Brüder Ludwig und Ernst ruhten.
Die Gräber der herzoglichen Familie wurden auf ausdrücklichen Wunsch der Bestatteten durch keine Gedenksteine markiert und waren (mit Ausnahme der Prinzengruft) einst nur durch Blumenovale kenntlich gemacht. Da diese bereits seit Jahrzehnten nicht mehr existieren, sind die genauen Liegeplätze der Bestatteten heute nicht mehr erkennbar. Die auf der Insel befindliche sandsteinerne Sphinx des Gothaer Hofbildhauers Friedrich Wilhelm Eugen Döll (die ursprünglich am Schwanenteich hinter der Gothaer Freimaurerloge stand) wurde erst 1948 hier aufgestellt und hat keinen direkten Bezug zur freimaurerischen Gedankenwelt Herzog Ernsts II.

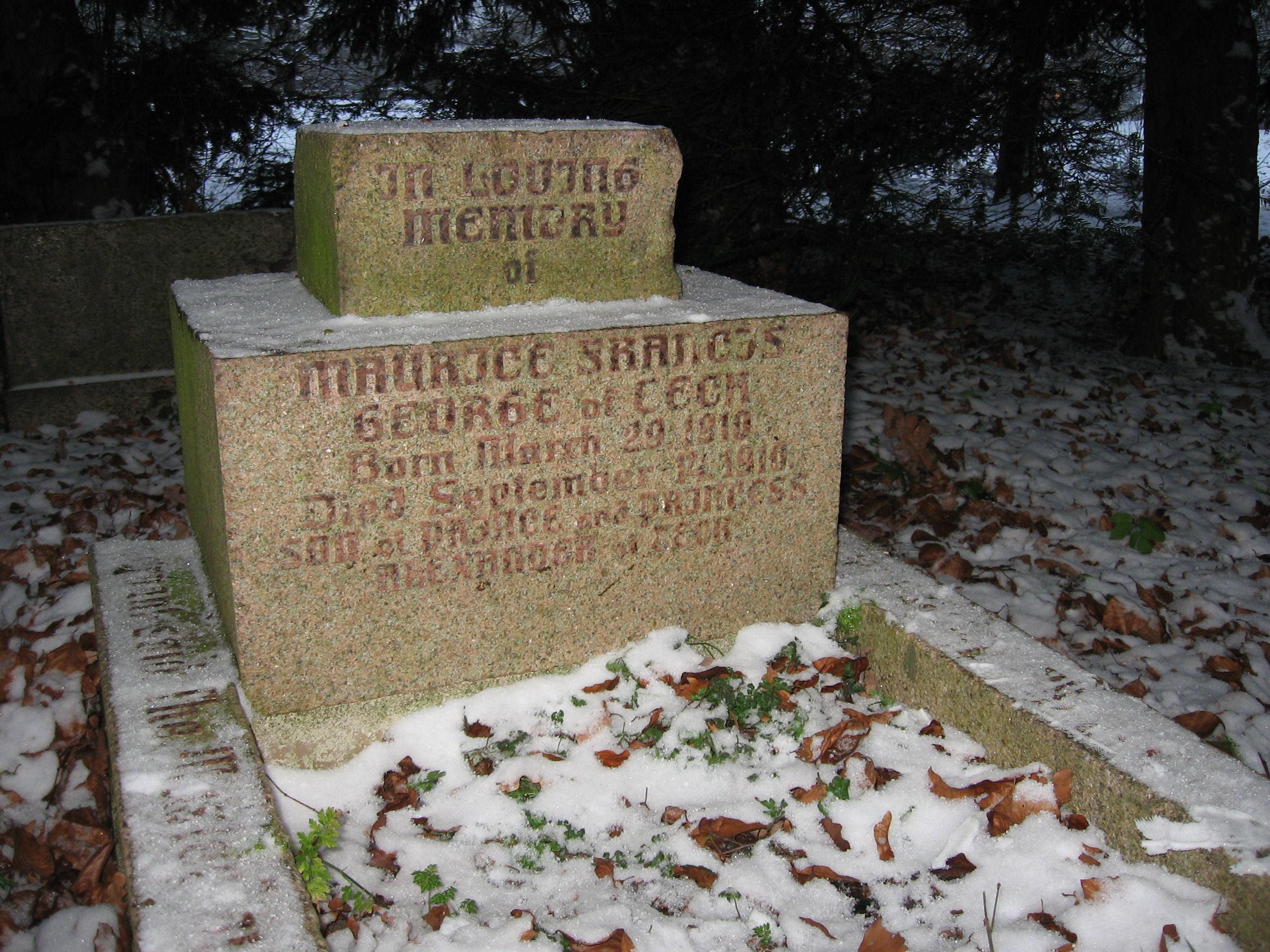
Grabstätte für Prinz Maurice Francis George of Teck auf der Begräbnisinsel

Die bislang letzte Bestattung auf der Insel wurde im Jahre 1910 vorgenommen. Der in Gotha im Alter von nur knapp sechs Monaten verstorbene Prinz Maurice von Teck (jüngster Sohn von Alexander Cambridge, 1. Earl of Athlone und dessen Gemahlin Alice, der Schwester Herzog Carl Eduards von Sachsen-Coburg und Gotha) wurde auf der Ostseite der Insel beigesetzt. Das mit hellem Stein gefasste Grab des Urenkels von Königin Victoria wurde über Jahrzehnte nicht gepflegt und ist in einem schlechten Zustand. Die Inschrift auf zwei Steinquadern am Kopfende des Grabes lautet: In loving memory of Maurice Francis George of Teck / Born March 29. 1910 / Died September 14. 1910 / Son of Prince and Princess Alexander of Teck. Die Grabeinfassung trägt den auf allen vier Seiten umlaufenden Spruch: Oh! said the gardener, as he passed down the path. Who plucked this flower? Who destroyed? Servant said: The Master. And the gardener held his peace. (Oh!, sagte der Gärtner, als er den Pfad hinunterging. Wer pflückte diese Blume? Wer zerstörte? (Der) Diener sagte: Der Herr. Und der Gärtner schwieg.) Für die Einfassung nur leicht abgewandelt, stammt er ursprünglich aus dem Tagebuch der US-amerikanischen Autorin Elizabeth Prentiss (1818–1878). Prentiss hatte ihn am 16. Januar 1852, dem Sterbetag ihres erst vierjährigen Sohnes Eddy, verfasst.

### Tannengarten

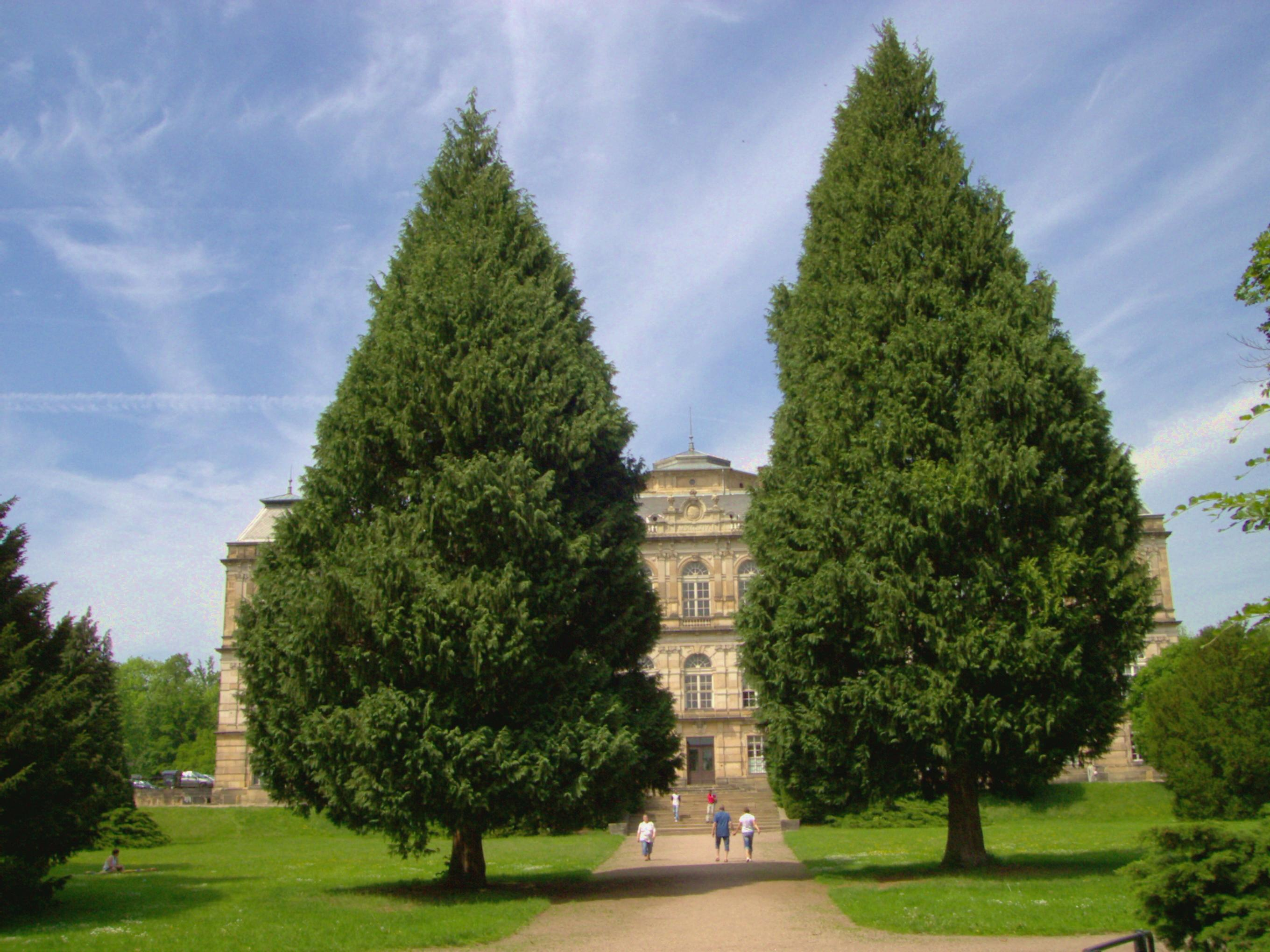
Nootka-Scheinzypressen am Eingang zum Tannengarten südlich des Herzoglichen Museums

Südlich des Herzoglichen Museums wurde zwischen 1869 und 1882 auf dem Gelände des ehemaligen Küchengartens der sogenannte Tannengarten angelegt. Die Neuplanung des etwa 1,2 Hektar großen Geländes erfolgte durch den gothaischen Oberhofgärtner Carl Theobald Eulefeld (1818–1877). Dieser konzipierte einen symmetrisch auf das Museum ausgerichteten Promenadenweg, der – ausgehend von einer breiten Freitreppe an der südlichen Terrasse des Museums – den neuen Garten in zwei Hälften teilt und in den südlichen Teil des Englischen Gartens mit dem Großen Parkteich führt. Die davon ausgehenden Hauptwege ordnete Eulefeld in zwei großen und zwei kleineren Schleifen zum Hauptweg an.
Hauptsächlich im Frühjahr 1872 wurden auf den damit entstandenen vier Pflanzflächen rund 170 Nadelgehölze von über 40 verschiedenen Sorten aus aller Welt in Gruppen angepflanzt. Die dendrologische Sammlung des Tannengartens, die bereits Ende des 19. Jahrhunderts zu den bedeutendsten ihrer Art in Deutschland gehörte, wurde bewusst als natürliche "Fortsetzung" der naturkundlichen Sammlung des Herzoglichen Museums angelegt. Heute prägen vor allem die beiden großen Nootka-Scheinzypressen am südlichen Ende des Promenadenweges das Bild des Tannengartens.

### Rosengarten

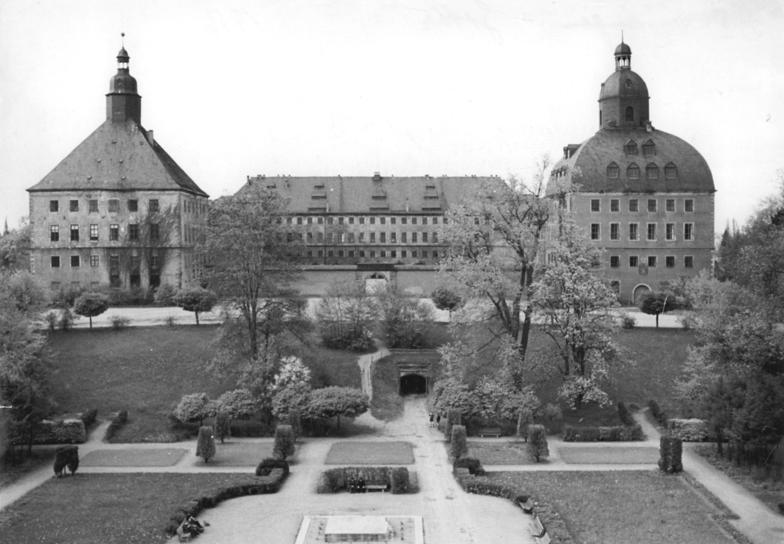
Blick über den Rosengarten auf Schloss Friedenstein, 1956. Im Vordergrund der leere Sockel des 95er-Denkmals

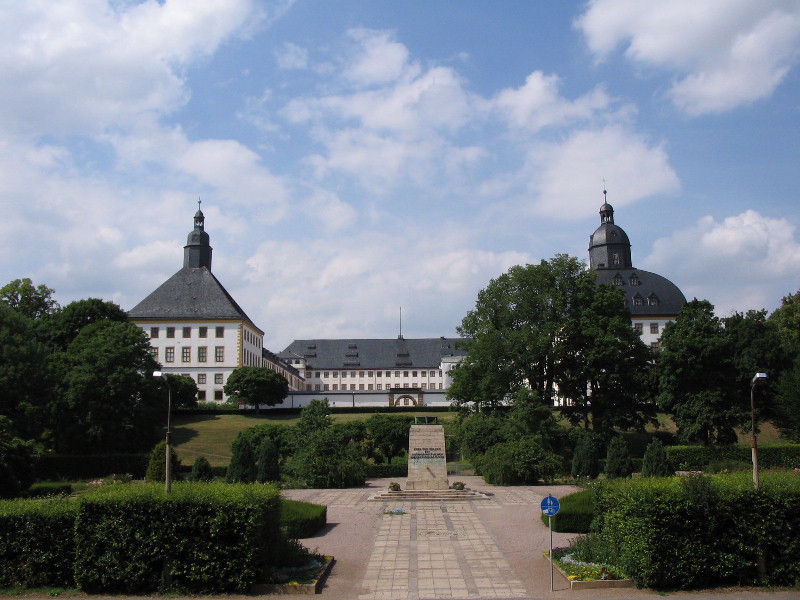
Blick über den Rosengarten mit dem bis 2011 existierenden Antifa-Denkmal, Aufnahme von 2005.

Zwischen den beiden geschwungenen Rampen, welche von der Parkallee zum südlichen Vorplatz des Schlosses Friedenstein hinaufführen und den Rosengarten einfassen, befand sich ursprünglich eine von Bäumen und Gehölzen gesäumte ovale Reitbahn, die sowohl von Mitgliedern des Hofes als auch den Honoratioren der Stadt genutzt wurde. 1927 wurde in der Mitte des seinerzeit noch schlichten Gartens das sogenannte 95er-Denkmal eingeweiht. Die auf einem mehrstufigen Sockel stehende steinerne Plastik eines wachenden Soldaten mit Stahlhelm, Feldmantel und "Gewehr bei Fuß" erinnerte an die im Ersten Weltkrieg gefallenen Angehörigen des 6. Thüringischen Infanterieregiments Nr. 95.
Zwischen 1930 und 1932 wurde rund um das Denkmal der sogenannte Rosengarten mit zahlreichen Beeten und Gehölzpflanzungen angelegt. Eine breite Mittelachse führte von der Parkallee auf das Denkmal zu. Die ursprüngliche Wegführung der alten Reitbahn blieb jedoch erhalten, sodass bis heute ein ovaler Weg den Garten einfasst.
1946 wurde zunächst die Plastik des Soldaten vom Sockel des 95er-Denkmals entfernt, in den 1960er-Jahren wurde schließlich auch der Sockel abgebrochen. Im November 1967 wurde an seiner Stelle das neu errichtete Ehrenmal für die Helden des antifaschistischen Widerstandskampfes eingeweiht. Das aus hellem Langensalzaer Travertin bestehende Mahnmal in Form einer abgestumpften Pyramide mit Feuerschale wurde im Juni 2011 abgebrochen.
Da im Zuge der Abbrucharbeiten des Denkmals auch die Beete des Gartens entfernt wurden, existiert der Rosengarten seither nur noch dem Namen nach. Die innerhalb des ovalen Umfassungsweges (der ehemaligen Reitbahn) befindliche Fläche wird nicht wieder bebaut, sondern zunächst als einfache Rasenfläche gestaltet. Damit wird weitgehend der Zustand von vor 1927 hergestellt. Der freie Platz soll künftig für Veranstaltungen der Stiftung Thüringer Schlösser und Gärten genutzt werden.

## Denkmäler und Gedenksteine

Frankenberg-Denkmal, 1896

Geutebrück-Denkmal, 1909

Märtyrer-Säule, 1927

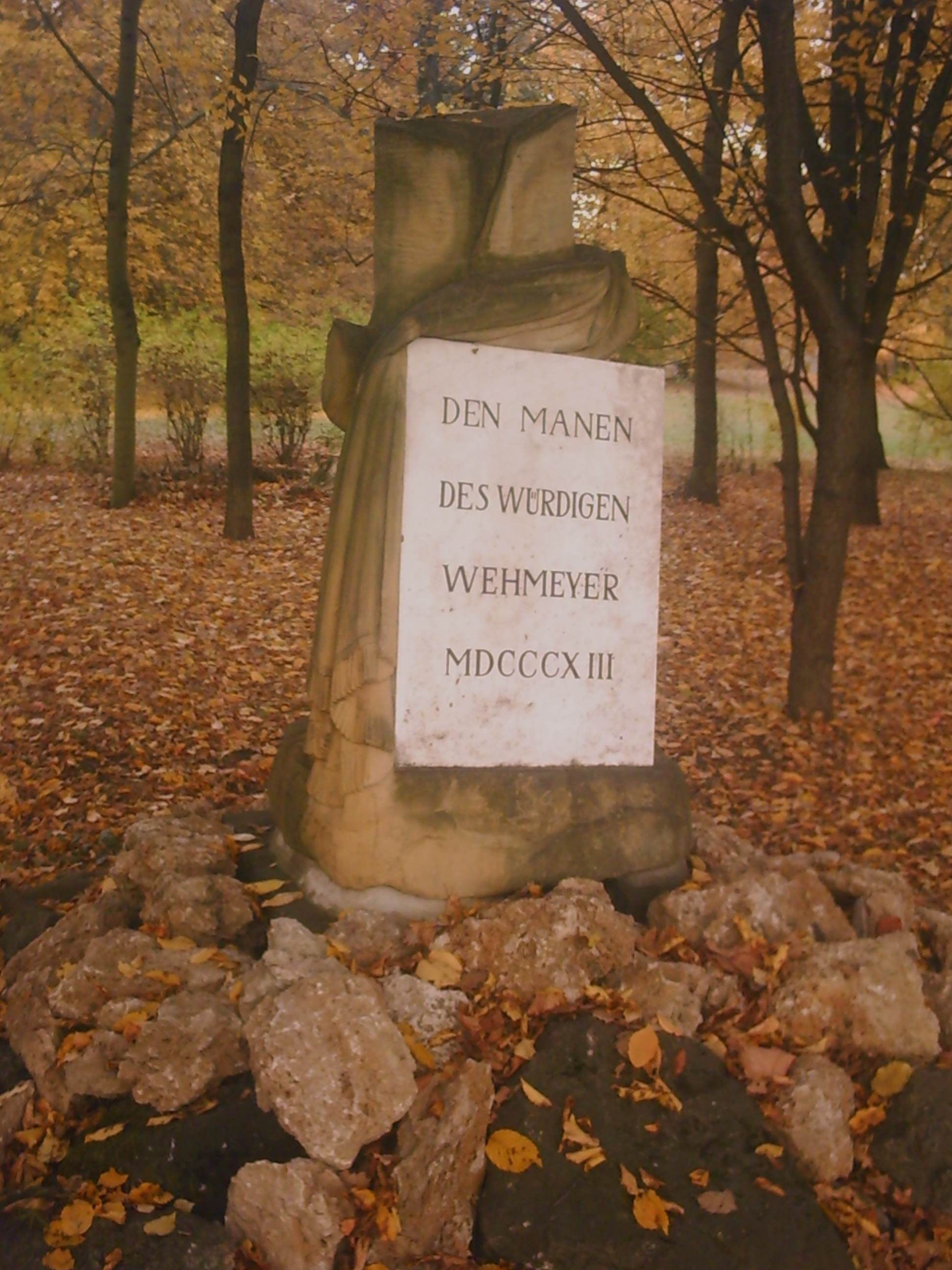
Wehmeyer-Denkmal, 2011

- Blumenbach-Denkmal: Für den in Gotha geborenen Naturforscher und Anthropologen Johann Friedrich Blumenbach ließ der Naturwissenschaftliche Verein 1878 in der Südostecke des Parkes nahe der Parkallee einen Gedenkstein errichten. Der nur grob behauene mächtige Porphyrblock trägt eine Eisenguss-Tafel, die von einem lebensgroßen Bronzeporträt Blumenbachs geziert wird.
- Frankenberg-Denkmal: Am Belt Walk auf der Nordseite des Großen Parkteiches ließ Herzog August von Sachsen-Gotha-Altenburg nach 1815 einen Stein zum Gedenken an seinen Freund, den Geheimen Rat und Staatsminister Sylvius Freiherr von Frankenberg errichten. Das klassizistische Denkmal, dessen Form an einen römischen Scipionensarkophag erinnert, trägt die Inschrift: Dem unvergesslichen Sylvius gewidmet. Momentan wird das Denkmal restauriert, soll aber Anfang 2012 wieder an seinem alten Platz aufgestellt werden.[12]
- Geutebrück-Denkmal: Auf einer Rasenfläche westlich des Großen Parkteichs ließ Herzog Friedrich IV. von Sachsen-Gotha-Altenburg 1817 ein Denkmal für den Herzoglichen Rat und Archivsekretär August Geutebrück errichten. Der Steinquader trägt auf den Längsseiten zwei heute stark verwitterte und durch Splittertreffer unleserliche Inschriften: Dem Andenken eines wackeren Biedermanns, des am 29. April 1817 verstorbenen Herzögl. Sächs. Rates August Geutebrück, gewidmet von seinem dankbaren Freunde F. (F = Friedrich IV.) sowie: Jenseits wird sich das dunkle Rätsel des Lebens lösen, unter der sich ein Schmetterling als Zeichen der Auferstehung und der Metamorphose befand. Die Schmalseiten ziert zum einen eine umgekehrte Fackel, zum anderen ein Lorbeerkranz mit Palmenzweig. Auf dem durch Kriegseinwirkung schwer beschädigten Sockel ruhte bis ins Jahr 1963 eine Sphinx aus der Werkstatt des Gothaer Hofbildhauers Friedrich Wilhelm Eugen Döll.
- Goethe-Stein: An der Ecke Parkallee / Lindenauallee steht im Schlosspark ein großer Findling, der eine steinerne Tafel mit folgenden Anfangszeilen eines Epigramms trägt: Der Park. Welch ein himmlischer Garten / entspringt aus Oed' und aus Wüste, / Wird und lebet und glänzt / herrlich im Lichte vor mir ... Dem Textzusatz auf der Tafel nach schrieb Goethe diese Worte im Mai 1782 bei einem seiner zahlreichen Besuche in Gotha. Die Tafel wurde jedoch erst 1949 angebracht und prägte die heute umgangssprachliche Bezeichnung Goethe-Stein. Zuvor war der Findling als Turner-Stein bekannt, da er 1921 zur Erinnerung an die im Ersten Weltkrieg gefallenen Turnbrüder des Gothaer Turnvereins 1860 aufgestellt worden war. Die ursprüngliche Metalltafel des als Kriegerdenkmal eingestuften Steins wurde 1946 entfernt.

- Koppe-Säule: Im Ostgarten des Schlosses Friedenstein steht eine von einer Vase bekrönte ionische Säule mit Inschriftentafel, die an den Generalsuperintendenten Johann Benjamin Koppe erinnert. Herzog Ernst II. von Sachsen-Gotha-Altenburg hatte sie nach dem Tod seines Freundes Koppe 1791 bei dem Gothaer Hofbildhauer Friedrich Wilhelm Eugen Döll in Auftrag gegeben. Nach 1926 wurde die Säule von ihrem ursprünglichen Standort im Park nahe der Kunstmühle (1945 zerstört) in den Ostgarten des Schlosses versetzt. Der Text der Inschrift auf der Säule lautet: IO. BENED. KOPPIO DR. THEOL. / AMICO OPTIMO. / NAT. GEDANI A. D. XVIII. AVG. 1750 / DEN. HANNOVERAE A. D. XII. FEBR 1791 / H. M. P.
- Kriegerdenkmal 6. Thüringisches Infanterie-Regiment Nr. 95: 1991 wurde auf Initiative des Vereins Historische Uniformen Gotha und der Kameradschaft ehemaliger 95er Coburg am Kurd-Laßwitz-Weg im Westteil des Parkes ein Gedenkstein für das von 1867 bis 1945 existierende 6. Thüringische Infanterieregiment Nr. 95 errichtet. Neben der Regimentsbezeichnung trägt die schwarze Steintafel u. a. auch den Leitspruch fideliter et constanter (treu und beständig) des Regiments.

- Märtyrer-Säule: Auf Anregung Augusts von Sachsen-Gotha-Altenburg wurde im südwestlichen Teil des Schlossparks diese Säule aus Seeberger Sandstein errichtet. Ihr toskanischer Schaft trägt statt eines Kapitells einen vierseitigen, würfelähnlichen Aufsatz mit Spitzgiebeln. Die Seiten des Aufsatzes zeigen Reliefs der Heiligen Martin, Dionysios, Florian (nach anderen Quellen St. Ursinus) und Georg. Die ursprünglich vier an der Basis der Säule betenden Engel sind nicht mehr erhalten. Nach 1923 wurde die Säule von ihrem ursprünglichen Standort in den Ostgarten des Schlosses Friedenstein versetzt, wo sie heute unweit der Koppe-Säule steht.
- Petermann-Denkmal: Nahe dem Teeschlösschen widmete die Deutsche Geographische Gesellschaft dem 1878 durch Freitod aus dem Leben geschiedenen Geographen und Kartographen August Petermann 1909 einen Jugendstil-Gedenkstein, der von einer Tafel mit dem Porträt Petermanns geziert wird. Seit 1998 trägt der am Denkmal vorbeiführende Weg zwischen Teeschlösschen und Orangerie den Namen August-Petermann-Weg.
- Sphinx: Auf der Insel des Großen Parkteichs wurde nach 1948 eine von Friedrich Wilhelm Eugen Döll geschaffene sandsteinerne Sphinx aufgestellt. Ursprünglich stand diese am Schwanenteich hinter dem Logenhaus Gotha.
- Wehmeyer-Denkmal: Am Südrand des Parkes ließ Herzog Friedrich IV. von Sachsen-Gotha-Altenburg 1813 für seinen verstorbenen Oberhofgärtner Christian Heinrich Wehmeyer einen Gedenkstein errichten. Der aus Stein gehauene Baumstumpf trägt eine Marmortafel mit der Inschrift: Den Manen des wuerdigen Wehmeyer MDCCCXIII.

Nicht mehr existente Denkmale:

Diana-Statue, 1924

Sogenanntes 95er-Denkmal, 1928

- Antifa-Denkmal: 1967 wurde an der Stelle des abgebrochenen 95er-Denkmals im Rosengarten das Ehrenmal für die Helden des antifaschistischen Widerstandskampfes eingeweiht. 2011 wurde das Mahnmal in Form einer abgestumpften Pyramide mit Feuerschale abgebrochen.
- Diana-Statue: Ab 1919 stand in der Mittelachse der Orangerie die überlebensgroße Bronzeplastik einer Diana mit Hund auf ovalem Kalksteinsockel. 1931 wurde sie für das neu geschaffene Kriegerdenkmal der FEA 3 entfernt und im Garten hinter dem Herzoglichen Palais aufgestellt. Heute existiert dort noch der Sockel, die Plastik wurde vermutlich 1940 der Metallspende des deutschen Volkes zugeführt.
- Kriegerdenkmal (95er-Denkmal): 1927 wurde auf der später Rosengarten genannten Fläche zwischen Schloss Friedenstein und Herzoglichem Museum das sogenannte 95er-Denkmal eingeweiht. Die steinerne Plastik eines wachenden Soldaten auf mehrstufigem Sockel erinnerte an die im Ersten Weltkrieg gefallenen Angehörigen des 6. Thüringischen Infanterieregiments Nr. 95. 1946 wurde die Plastik des Soldaten entfernt und in den 1960er-Jahren der Sockel abgebrochen.
- Kriegerdenkmal FEA 3: Auf Betreiben des Gothaer Vereins für Luftfahrt wurde der seit 1916 bestehende Sandsteinobelisk zum Gedenken an die im Ersten Weltkrieg gefallenen Helden der FEA 3 (Gothaer Fliegerersatzabteilung 3) 1931 von der Fliegerwerft in die Orangerie umgesetzt. Nach 1945 wurde der Gedenkstein beseitigt.
- Prinzen-Säule: Die 1779 auf der Insel des Großen Parkteichs eingerichtete Gruft der Prinzen Ludwig und Ernst von Sachsen-Gotha-Altenburg wurde 1781 mit einer Granitsäule gekennzeichnet. Die von einer Urne gekrönte Säule des Bildhauers Friedrich Wilhelm Eugen Döll trug eine Metalltafel mit der Inschrift Qies Ernesti et Ludovici carissimorum E.D.S.G. et Charlottae filiorum MDCCLXXIX. Die 1940 letztmals auf einem Foto dokumentierte Prinzen-Säule ist seither verschollen.

## Eigentumsverhältnisse
Seit seinen ersten Anfängen befand sich der Schlosspark im Besitz zunächst des Hauses Sachsen-Gotha-Altenburg, ab 1826 des Hauses Sachsen-Coburg und Gotha. 1919 wurde er zusammen mit dem übrigen Besitz des Fürstenhauses im ehemaligen Herzogtum Gotha entschädigungslos enteignet und Eigentum des neu gegründeten Freistaates Sachsen-Gotha. 1925 wurde die Enteignung des herzoglichen Vermögens nach einer Klage des Hauses Sachsen-Coburg und Gotha für ungültig erklärt und der Park ging (wie auch alle anderen enteigneten Immobilien und Sachwerte) in das Privateigentum des letzten regierenden Herzogs Carl Eduard von Sachsen-Coburg und Gotha über. 1937 wurde der Park im Rahmen einer Schenkung von der 1928 gegründeten Herzog von Sachsen-Coburg und Gotha'schen Stiftung für Kunst und Wissenschaft in das Eigentum der Stadt überführt, wo er bis 2004 verblieb. Seither ist er zusammen mit dem Schloss Friedenstein Eigentum der öffentlich-rechtlichen Stiftung Thüringer Schlösser und Gärten.

## Naturausstattung

### Geologie
Der nördliche Bereich des Parkes liegt im Bereich der Eichenberg–Gotha–Saalfelder Störungszone. Dort bilden die Gesteine des Oberen Muschelkalkes den oberflächennahen geologischen Untergrund. Der Süden wird geprägt von den Tonen des Unteren Gipskeupers und des Mittleren Keupers. Im Südosten sind Lößlehme und aus dem Thüringer Wald stammende Flussschotter aufgeschlossen.

### Gewässer
Der Park wird im Südteil in West-Ost-Richtung auf einer Länge von 1,3 km vom Leinakanal gequert, der im Südosten nach Norden abknickt und die Ostanlagen des Parks tangiert. Er speist den etwa 2 ha großen Großen Parkteich mit Wasser und liegt in der kalten Jahreszeit trocken. Westlich des Museums der Natur liegt der ebenfalls künstlich angelegte 0,3 ha große kleine Parkteich. Er wurde zeitgleich mit dem Herzoglichen Museum, also zwischen 1864 und 1879 angelegt.

### Flora

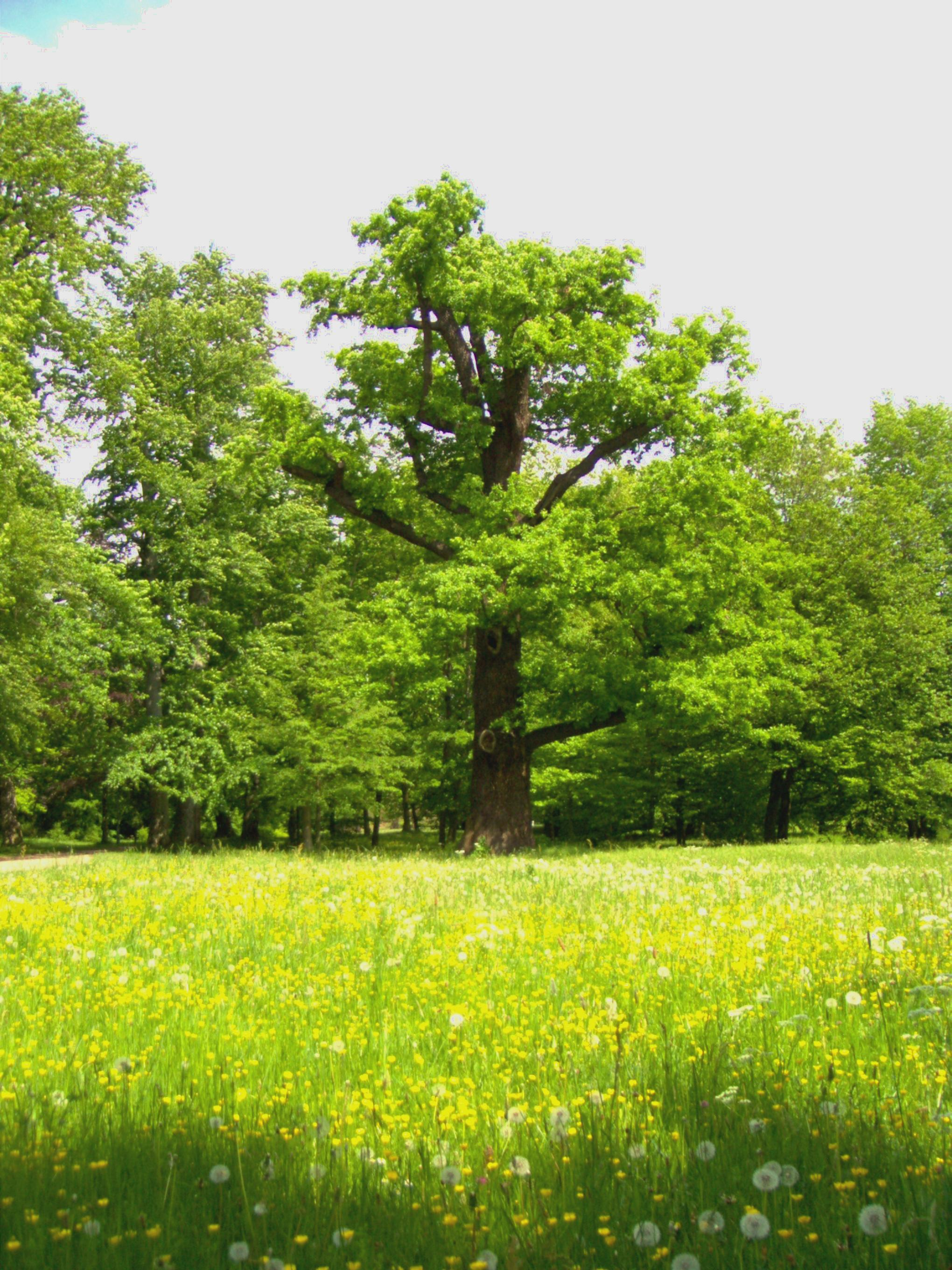
Wiese und alte Eiche im Gothaer Schlosspark

Aufgrund der zahlreichen Pflanzungen nicht einheimischer Gehölze, aber auch wegen der großflächig nur extensiv stattfindenden Parkpflege und infolge des Vorhandenseins verschiedener Lebensräume wie Wald, Wiese und Teich ist die Artenvielfalt und die Anzahl heimischer Arten im Gothaer Schlosspark als relativ hoch anzusehen. Eine Besonderheit ist auch der alte Baumbestand und die Tatsache, dass Ziele des Arten- und Biotopschutzes mit in die Parkpflege einfließen.
Hauptbaumart ist daher die von Natur aus an den meisten Standorten vorherrschende Rotbuche. Sie ist im Gothaer Schlosspark in allen Altersklassen vertreten. Unter den Buchen finden sich auch mehrere stattliche Blutbuchen, eine davon z. B. auf der Insel im Parkteich. Als weitere heimische Baumarten kommen Sommer- und Winterlinde, Hainbuche, Gemeine Esche, Berg-, Spitz- und Feldahorn sowie Stieleiche vor. Letztere findet sich vor allem in frei stehenden Altexemplaren im Englischen Garten, die aus umliegenden Wäldern, zum Beispiel dem westlich von Gotha gelegenen Berlach, mit Ochsengespannen antransportiert worden waren. Eine Besonderheit unter den Eschen sind zwei krüppelig erscheinende Trauereschen am Ufer des Großen Parkteichs.
Unter den exotischen Gehölzen sind hervorzuheben:
- Alte, aus Nordamerika stammende, Roteichen und Robinien im Südosten des Parks.
- Eine Gruppe von Baumhaseln am Ostrand des Englischen Gartens.
- Alte Weymouthskiefern nordöstlich des Großen Parkteiches und an der Südostecke. Letztere ist aufgrund ihrer ausladend geschwungenen Äste als Lyrakiefer bekannt und stammt aus der Anfangszeit des Englischen Gartens im Gothaer Schlosspark. Sie zählt zu den ältesten Weymouthskiefern in Deutschland überhaupt.
- Die beiden alten Nootka-Scheinzypressen, die den Mittelweg im Tannengarten flankieren.
- Im Tannengarten sind es vor allem mehrere alte Schwarzkiefern, die das Landschaftsbild prägen. Weitere alte Schwarzkiefern zieren den Zaun am Ostrand der Orangerie.

Den Frühjahrsaspekt der Krautschicht der Gehölze bestimmen Frühblüher. Besonders zu erwähnen sind das am Leinakanal häufige Scharbockskraut und das Buschwindröschen. Stellenweise kommen Märzenbecher vor. Später im Jahr ist die Ährige Teufelskralle aspektbildend sowie die Sumpf-Schwertlilie und der Blutweiderich am Ufer des Großen Parkteichs und der Scharfe Hahnenfuß in den Wiesen des Englischen Gartens.

### Fauna
Als ebenso artenreich wie die Flora ist die Fauna des Gothaer Schlossparkes anzusehen. Von den Säugetieren am häufigsten zu beobachten sind das Eichhörnchen und verschiedene Mäuse. Wald- und Gelbhalsmäuse sind verbreitet. Die artenreichste Säugetiergruppe sind die Fledermäuse. Im Rahmen einer Fledermauserfassung im Jahre 2000 wurden 8 Arten erfasst. Fledermäuse nutzen die alten Kasematten des Schlosses Friedenstein und Baumhöhlen als Überwinterungsquartiere. So konnten 2002 erstmals 50 Exemplare des Großen Abendseglers in einem hohlen Baum gefunden werden.
Brutvogelzählungen in den Jahren 1976, 1977, 1985 und 1986 erbrachten insgesamt 39 Artnachweise. Am häufigsten waren Star, Amsel, Buchfink, Grünfink und Kohlmeise. Häufige Nahrungsgäste im Großen Parkteich sind Bläßralle, Stockente und Reiherente. Die Stockente kommt auch im Gothaer Schlosspark regelmäßig zur Brut, wenn auch nur in wenigen Paaren.
Artenreich ist auch die Gewässerfauna. Den Großen Parkteich besiedeln die Fische Karpfen, Schleie und Hecht. Von der Naturschutzjugend Gotha wurde 2009 auch das Moderlieschen nachgewiesen. Von den Amphibienarten sind Wasserfrosch, Teichmolch und Fadenmolch vertreten. Als Besonderheit gilt der Deutsche Edelkrebs. Libellenarten wurden 12 nachgewiesen, am auffälligsten der Große Blaupfeil.

## Nutzung
Der seit 2004 im Besitz der Stiftung Thüringer Schlösser und Gärten befindliche Schlosspark diente zunächst der herzoglichen Familie zur Erbauung, als Küchengarten, Statussymbol, Örtlichkeit für Gartenfeste und als Begräbnisstätte. 1786 verfügte Ernst II. von Sachsen-Gotha-Altenburg, dass der Park einschließlich des Orangeriegartens donnerstags und sonntags (seine Abwesenheit von Gotha vorausgesetzt) „für die Noblesse und für die Honoratiores zum freien Spaziergange geöffnet“ wurde. 1827 gestattete Friedrich IV. von Sachsen-Gotha-Altenburg auch den einfachen Gothaer Bürgern, den Park zu besuchen, zunächst jedoch „nur an jedem Freytage“. Heute zählt der Park zu den am meisten besuchten Naherholungsgebieten Gothas. Die Pflege erfolgt durch die Parkverwaltung der Stiftung Thüringer Schlösser und Gärten. Der Große Parkteich ist derzeit an einen Fischereiingenieur verpachtet und mit einem Besatz einheimischer Fische und Edelkrebse versehen.

### Verkehr
Der Gothaer Schlosspark wird in West-Ost-Richtung von der Parkallee gequert. Die viel befahrene Straße ist eine Verbindung zwischen der Weststadt und der östlichen Tangente der historischen Altstadt, der Friedrichstraße. Von der Parkallee aus führen zwei geschwungene Rampen, die den Rosengarten einfassen, zum Parkplatz auf der Südseite des Schlosses Friedenstein. Den Park queren zahlreiche Fußwege, überwiegend in Nord-Süd-Richtung. Einige sind nach Persönlichkeiten mit Gotha-Bezug benannt. In den Westanlagen ist dies der Kurd-Laßwitz-Weg. In den Ostanlagen bestehen der Elsa-Brändström-Weg, der August-Petermann-Weg, der Landgraf Balthasar-Weg und der Mendelssohn-Weg. Im südlichen Teil des Parkes gab es ursprünglich nur den Belt Walk rund um den Großen Parkteich. Alle übrigen Wege im Englischen Garten wurden erst später angelegt.
Im 19. Jahrhundert existierte auf dem Großen Parkteich eine Bootsfähre, welche die herzoglichen Grabstätten auf der Insel für Besucher erreichbar machte. Im 20. Jahrhundert gab es einen öffentlichen Bootsbetrieb auf dem Großen Parkteich, der jedoch in den 1980er-Jahren eingestellt wurde. Bis Mitte der 1990er-Jahre dienten beide Parkteiche im Winter den Gothaern traditionell als Eislaufflächen. Diese Nutzung ist heute nicht mehr gestattet und durch das Ablassen der Teiche jeweils im Spätherbst auch nicht mehr möglich.

## Naturschutz
Mit drei alten Schwarzkiefern am Zaun der Orangerie und der Lyra-Kiefer im Südosten wurden im Bereich des Gothaer Schlossparkes 1968 4 Bäume als Naturdenkmale unter Schutz gestellt. Höhlenbäume bleiben als Totholzrelikte und damit als Lebensräume für zahlreiche Tierarten erhalten, z. B. als Fledermausquartiere.

## Sonstiges
Goethe war zwischen 1775 und 1801 als Gast von Prinz August von Sachsen-Gotha-Altenburg (dem Paten seines ältesten Sohnes August) ein häufiger Besucher des Parks.
Die Geschichte des Gothaer Schlossparkes wurde im Rahmen des Gartensommers Gotha 2007 in der Sonderausstellung "Gotha – im Reich der Göttin Freiheit" im Museum der Natur Gotha umfassend dargestellt.